# Lista de bairros de Imperatriz
Esta é uma Relação dos bairros de Imperatriz. A lista possui 127 bairros, conforme o serviço de consulta de CEPs dos Correios, com exceção dos bairros Setor Rodoviário e Setor Parque de Exposições, que são reconhecidos apenas por suas respectivas comunidades.
- Aeroporto
- Alto Bonito do Triângulo
- Alto da Boa Vista
- Asa Norte
- Bacuri
- Beira Rio
- Boca da Mata
- Bom Jesus
- Bom Sucesso
- Brasil Novo
- Caema
- Centro
- Cidade Jardim
- Cinco Irmãos
- Coco Grande
- Conjunto Habitar Brasil
- Conjunto Planalto
- Conjunto Sebastião Régis
- Conjunto Nova Vitória
- Distrito Industrial
- Entroncamento
- Imigrantes
- Itamar Guará
- Jardim América
- Jardim Andrea
- Jardim Camboriú
- Jardim Cinco Estrelas
- Jardim Cristo Rei
- Jardim das Oliveiras
- Jardim Democrata
- Jardim Europa
- Jardim Lagoa
- Jardim Lopes
- Jardim Morada do Sol
- Jardim Oriental
- Jardim Pérola
- Jardim Planalto
- Jardim Primavera
- Jardim São Francisco
- Jardim São Luís
- Jardim Tropical
- João Paulo II
- Juçara
- Lagoinha
- Leandra
- Loteamento Santa Clara
- Maranhão Novo
- Mata Verde
- Mercadinho
- Morada do Bosque
- Mutirão
- Nova Imperatriz
- Novo Horizonte
- Ouro Verde
- Parque Alvorada
- Parque Alvorada II
- Parque Amazonas
- Parque Anhanguera
- Parque Avenida
- Parque Buriti
- Parque da Lagoa
- Parque das Estrelas
- Parque das Flores
- Parque das Mangueiras
- Parque das Mansões
- Parque das Palmeiras
- Parque das Palmeiras II
- Parque do Bosque
- Parque Independência
- Parque Planalto
- Parque Sanharol
- Parque Santa Lúcia
- Parque São José
- Parque Sumaré
- Parque Tocantins
- Parque Vitória
- Park Imperial
- Portal da Amazônia
- Recanto Estrela da Manhã
- Recanto Universitário
- Residencial Califórnia
- Residencial Colina Park
- Residencial Dom Afonso Felippe Gregory
- Residencial Eco Park
- Residencial Império Romano
- Residencial Kubitschek
- Residencial Sebastião Régis
- Residencial Teotônio Vilela
- Residencial Verona
- Santa Inês
- Santa Luzia
- Santa Rita
- Santo Amaro
- São José do Egito
- São Salvador
- Setor Parque de Exposições
- Setor Rodoviário
- Sol Nascente
- Super Quadra 602
- Três Poderes
- União
- Vale do Sol
- Vila Airton Senna
- Vila Bandeirantes
- Vila Brasil
- Vila Cafeteira
- Vila Carajás
- Vila Esmeralda
- Vila Fiquene
- Vila Independente
- Vila Ipiranga
- Vila Jardim
- Vila JK
- Vila João Castelo
- Vila Lobão
- Vila Macedo
- Vila Maderminas
- Vila Maria
- Vila Mariana
- Vila Nova
- Vila Parati
- Vila Palmares
- Vila Redenção
- Vila Redenção II
- Vila Verde
- Vila Vitória
- Vila Zenira
- Vilinha

## Lista de condomínios horizontais fechados de alto padrão
- Acapulco
- Arco do Triunfo
- Golden Park Imperatriz
- Jandaia Tenis Clube
- Mansões Paris
- New Ville Residence
- Parque da Lagoa
- Residencial Bela Vista
- Vereda Tropical
- Teriva Imperatriz

## Povoados
- Água Boa
- Açaizal
- Açaizal dos Pernambucanos
- Altamira
- Bacaba
- Barra Grande
- Bebedouro
- Cacauzinho
- Camaçari
- Cajueiro
- Centro Novo
- Coquelândia[1]
- Imbiral
- Jiboia[2]
- Km 1200
- Km 1700
- Lagoa Verde
- Mãozinha
- Olho D’água dos Martins
- Petrolina
- Riacho do Meio (Cavalo Morto)[2]
- São Félix
- São José da Matança
- Sumaré
- Vila Chico do Rádio
- Vila Conceição I
- Vila Conceição II
- Vila Davi II
- Vila Machado
- Vila Santa Luzia
- Vila São João[2]